# Informacijska industrija
Informacijska industrija čini jednu od najvažnijih grana ekonomije. Obuhvaća široko područje i postoji puno načina na koje se može podijeliti. 

## Tipovi informacijskih industrija
Industrije koje proizvode i prodaju informacije u obliku dobara ili usluga. U informacijska dobra spadaju, primjerice, TV program, filmovi, knjige i časopisi. Postoje i informacije koje ne spadaju u opipljive predmete, već se radi o uslugama. To su, primjerice, poslovni savjeti i konzultacije. 
Službe za obradu informacija. U ovaj tip informacijske industrije spadaju, primjerice, banke, osiguravajuća društva te organizacije za istraživanje tržišta. Iako zahtijevaju složenu obradu informacija, za ovaj tip informacijskih industrija nije nužno da proizvode informacije, već da stručnim znanjem pomognu u donošenju odluka.
Industrije važne za širenje gore navedenih informacijskih dobara. U ovu grupu svrstavaju se telefon, knjiga, televizija i ostali mediji. Za ovaj tip informacijskih industrija nije važno da proizvode informacije, već je ključno to da omogućavaju njihovo širenje.
Industrije za proizvodnju uređaja za obradu informacija. Ovaj tip obuhvaća high – tech tehnologije za proizvodnju kompjutora različitih razina složenosti, sofisticirane elektronike, uređaja za mjerenje, snimanje i kopiranje. Ovaj tip informacijske industrije nema ulogu u, primjerice, donošenju odluka, ali omogućava da sustavi koji pomažu u donošenju odluka rade djelotvornije. 
Industrije koje ne služe kao infrastruktura za proizvodnju i distribuciju informacija   niti za donošenje odluka, ali koriste istraživanja i općenito su korisne. U tu grupu mogu se svrstati medicinska ispitivanja, farmaceutska industrija te industrija za proizvodnju hrane. 
Ostale informacijske industrije.

## Važnost informacijskih industrija
U današnjem društvu raste potražnja za informacijskim dobrima i uslugama. Stoga su informacijske industrije dio ekonomije koji je u vrlo velikom porastu. Važne su i zato što potiču inovacije i produktivnost ostalih industrija. Primjerice, tvrtka s jačom informacijskom industrijom konkurentnija je na tržištu od iste takve sa slabom informacijskom industrijom. 
Promjena koju industrija informacija čini u gospodarskoj strukturi izaziva i mnoge promjene u društvu. Informacija, a ne materija, postaje centralni dio ekonomske aktivnosti, a zbog velikog utjecaja informacijskih industrija i tehnologija na svakodnovni život pojedinca, cjelokupno suvremeno društvo naziva se informacijskim društvom.